# Процесс Ольги Грабарь
Процесс Ольги Грабарь (Большой политический процесс русских в Галиции 1882 г.) — судебное дело, инициированное властями Австро-Венгерской империи против карпаторусских общественных деятелей в 1882 году. Своё название получил по имени одной из главных обвиняемых, Ольги Грабарь — дочери лидера закарпатских русинов Адольфа Добрянского, супруги общественного деятеля Эммануила Грабаря и матери известного художника и искусствоведа Игоря Грабаря. Первый из серии судебных процессов, направленных против русского движения в Австро-Венгрии.

## Предыстория
Поводом для возбуждения судебного дела стал инцидент в галицком селе Гнилички. Жители села, принадлежавшие к приходу восточнокатолической церкви в Гнилицах Великих Збаражского повята, захотели иметь свой отдельный приход и подали об этом прошение во львовскую консисторию. Но настоятель церкви в Гнилицах и львовская консистория были настроены против. Крестьяне пожаловались на это своему помещику, графу Иерониму Делла Скала, который был православным румыном, имел собственное поместье в Буковине и управлял имением жены в Гнилицах. Он предложил крестьянам перейти в православие, пообещав найти покладистого священника из Буковины (где православие было господствующим вероисповеданием). Крестьяне решили посоветоваться с униатским священником, известным карпаторусским деятелем Иваном Наумовичем, пользовавшимся большим авторитетом среди русинов. Иван Наумович поведал крестьянам, что православие является верой их предков, и сам подал прошение к администрации и местным епархиальным властям грекокатолической львовской и греко-православной черновицкой церквей. Желание целого села перейти в православие вызвало озабоченность в польских кругах, первоначальный запрос о выделении отдельного грекокатолического прихода был немедленно удовлетворён, и селяне остались в унии.
Озабоченность австрийских властей также вызывали другие, не связанные с этим события. В сентябре 1881 года во Львов приехал знаменитый карпаторусский деятель Адольф Добрянский со своей дочерью Ольгой Грабарь. Полицией было установлено, что Добрянский встречался с местными галицко-русскими активистами, а его дочь вела активную почтовую переписку. Ольга Адольфовна подверглась обыску, при котором были обнаружены письма её брата Мирослава, ранее эмигрировавшего в Россию. Помимо этого, выяснилось, что Мирослав, уже находясь в России, приезжал в Австро-Венгрию, и в частности, бывал во Львове.
Австрийскими властями были сопоставлены эти факты, и сделаны неожиданные выводы. Ими были совмещены история с попыткой перехода жителей села Гнилички в православие и приезд во Львов Добрянского и его дочери, что было представлено как деятельность некой организации, занимавшейся «панславистической пропагандой», и имевшей своей целью возбуждение в Австро-Венгрии смуты и отделения от империи Галиции, Угорской Руси и Буковины.

## Процесс
В начале 1882 года был произведён ряд арестов по подозрению в «государственном преступлении». Главными виновниками и руководителями преступной группы были представлены Адольф Добрянский и Иван Наумович. Кроме них, по этому обвинению были арестованы Ольга Грабарь, редактор газеты «Слово» Венедикт Площанский, редактор «Пролома» Осип Марков — из Львова, законоучитель и редактор «Родимого Листка» Николай Огоновский из Черновиц, редактор «Господаря и Промышленника» Аполлон Ничай из Станиславова, редактор «Приятеля детей» Исидор Трембицкий из Коломыи, студент венского университета Владимир Наумович (сын И. Наумовича), мещанин из Збаража Олекса Залуский и крестьянин из Гниличек Иван Шпундер. Все они были посажены в следственную тюрьму, вместе со многими другими подозреваемыми, которые были отпущены ещё до суда.
Судебное разбирательство началось 31 мая (12 июня) 1882 года. Председателем суда был назначен советник Будзиновский, прокурором доктор Гиртлер, а адвокатами выступили Искрицкий, Лубинский и Дулемба. В составе присяжных было пять евреев и семь поляков. В ходе суда Искрицкий, единственный русин из защиты (остальные были поляками), был отстранён от участия в суде под мелочным предлогом. Главным свидетелем от обвинения против Адольфа Добрянского был венгерский министр Кальман Тиса, приславший из Будапешта записку с наветом на него. Сам суд сопровождался публикациями в польских газетах, порочащими участников русского движения и создающими отрицательный облик обвиняемых.
Особый упор следствием делался на то, что обвиняемые заявляли о единстве русинов с остальными русскими, утверждали, что язык русинов есть русский язык. Были подняты старые документы, в частности статья «Погляд в будучность» газеты «Слово» 1866 года. Отвечая на вопросы суда по этому поводу, В. Площанский сказал: 

У меня прежде всего имеет значение язык, и я того мнения, что литературный русский язык должен быть один, хотя «Слово» само ещё не издается на чисто литературном языке. Что Русь делится на части, ещё ничего не значит, — она всегда составляет одну целость, как Великая и Малая Польша составляют одну Польшу с одним литературным языком. Об единой Руси, разделенной с течением времени на части, говорили даже славные польские историки Лелевель, Мацеевский и др., одна часть её попала было во власть Польши; при разделе последней наша область перешла в состав Австрии, против которой мы не выступаем. Под словами «пора бы нам переступить Рубикон и открыто заявить, что мы настоящие Русские» — я понимаю литературное, а не государственное единение; выражения: «мы не Рутены 1848 г., а Русские» значат, что мы не «Рутены» над которыми посмеивался в своё время славный венский юморист Сафир, потому что мы были всегда Русскими (Русинами), а только в 1848 г. сделали нас Рутенами. Впрочем, не мое дело отвечать за статью не мною писанную и печатанную; меня удивляет, зачем прокурор не конфисковал эту статью в 1866 г., а только теперь находит её преступною? Ведь следовало её конфисковать тогда, когда она появилась; если она заключала в себе нечто незаконное, — зачем прокурор тогда не выступал против неё?! Повторяю ещё раз, что, придерживаясь готовой программы, я никогда не писал о политическом соединении Русских, а лишь о единстве литературном и языка. […]
 Обвинением были заявлены преступления против государства, государственная измена, которую якобы совершили Адольф Добрянский и Иван Наумович, и за которую по закону полагалась смертная казнь. Но адвокатами Лубинским и Дулембой эти обвинения были оспорены, так как они не имели за собой доказательной базы, факты, свидетельствующие в пользу обвинений, отсутствовали, и они призвали присяжных полностью оправдать подсудимых.
В итоге обвинение в государственной измене провалилось. Но государственные обвинители не оставили подсудимых без наказания. Наумовича, Площанского, Шпундера и Залуского осудили за «нарушение публичного спокойствия». Ивана Наумовича приговорили к 8 месяцам тюремного заключения, Венедикта Площанского к 5 месяцам, а Олексу Залуского и Ивана Шпундера к 3 месяцам. Остальные подсудимые были оправданы полностью по всем пунктам. Впоследствии Наумович был отлучен папой римским от церкви, а Добрянский был вынужден переехать в Вену.

## Последствия
Ситуацией, возникшей в ходе процесса, воспользовались иезуиты, которым удалось организовать захват всех василианских монастырей Галиции, вместе с их имуществом. Этому попытался воспрепятствовать митрополит Иосиф Сембратович, но австрийское правительство и сам император Франц Иосиф стояли на стороне иезуитов и поляков. Граф Альфред Потоцкий, наместник Галиции, был вызван в Вену, где ему было высказано пожелание императора позаботиться об обращении всего русского населения Галиции в католичество. Потоцкий, понимая бесперспективность такого плана, пытался возражать, но вскоре был отправлен в отставку, так же, как и Иосиф Сембратович, смещённый без канонического процесса и удалённый из Галичины.
Процесс Ольги Грабарь положил начало государственному преследованию русского движения в Австро-Венгрии. Помимо террора и административного преследования, организовывались массовые судебные процессы, среди которых самыми громкими стали Дело братьев Геровских, Первый и Второй Мармарош-Сигетские процессы, Дело Максима Сандовича и Семёна Бендасюка.